# 2007-es sebringi 12 órás verseny
A Sebringi 12 órás verseny 2007. március 17-én, 55. alkalommal került megrendezésre.

## Végeredmény
|            | Kategória | #  | Csapat                                     | Versenyzők                                          | Modell                      | Gumi | Körök |
| Motor      | Kategória | #  | Csapat                                     | Versenyzők                                          |                             | Gumi | Körök |
| ---------- | --------- | -- | ------------------------------------------ | --------------------------------------------------- | --------------------------- | ---- | ----- |
| 1          | LMP1      | 2  | Audi Sport North America                   | Marco Werner Emanuele Pirro Frank Biela             | Audi R10                    | M    | 364   |
| 1          | LMP1      | 2  | Audi Sport North America                   | Marco Werner Emanuele Pirro Frank Biela             | Audi 5.5L Turbo V12 (Dízel) | M    | 364   |
| 2          | LMP2      | 26 | Andretti Green Racing                      | Bryan Herta Dario Franchitti Tony Kanaan            | Acura (Courage) ARX-01a     | M    | 358   |
| 2          | LMP2      | 26 | Andretti Green Racing                      | Bryan Herta Dario Franchitti Tony Kanaan            | Acura AL7R 3.4L V8          | M    | 358   |
| 3          | LMP2      | 15 | Lowe's Fernández Racing                    | Adrian Fernández Luis Diaz                          | Lola B06/43                 | M    | 356   |
| 3          | LMP2      | 15 | Lowe's Fernández Racing                    | Adrian Fernández Luis Diaz                          | Acura AL7R 3.4L V8          | M    | 356   |
| 4          | LMP1      | 1  | Audi Sport North America                   | Allan McNish Rinaldo Capello Tom Kristensen         | Audi R10                    | M    | 353   |
| 4          | LMP1      | 1  | Audi Sport North America                   | Allan McNish Rinaldo Capello Tom Kristensen         | Audi 5.5L Turbo V12 (Dízel) | M    | 353   |
| 5          | LMP2      | 7  | Team Penske                                | Romain Dumas Timo Bernhard Helio Castroneves        | Porsche RS Spyder Evo       | M    | 351   |
| 5          | LMP2      | 7  | Team Penske                                | Romain Dumas Timo Bernhard Helio Castroneves        | Porsche MR6 3.4L V8         | M    | 351   |
| 6          | LMP2      | 9  | Highcroft Racing                           | David Brabham Stefan Johansson Duncan Dayton        | Acura (Courage) ARX-01a     | M    | 346   |
| 6          | LMP2      | 9  | Highcroft Racing                           | David Brabham Stefan Johansson Duncan Dayton        | Acura AL7R 3.4L V8          | M    | 346   |
| 7          | GT1       | 4  | Corvette Racing                            | Oliver Gavin Olivier Beretta Max Papis              | Chevrolet Corvette C6.R     | M    | 341   |
| 7          | GT1       | 4  | Corvette Racing                            | Oliver Gavin Olivier Beretta Max Papis              | Chevrolet 7.0L V8           | M    | 341   |
| 8          | GT1       | 3  | Corvette Racing                            | Johnny O'Connell Jan Magnussen Ron Fellows          | Chevrolet Corvette C6.R     | M    | 341   |
| 8          | GT1       | 3  | Corvette Racing                            | Johnny O'Connell Jan Magnussen Ron Fellows          | Chevrolet 7.0L V8           | M    | 341   |
| 9          | LMP2      | 16 | Dyson Racing                               | Butch Leitzinger Andy Wallace Andy Lally            | Porsche RS Spyder Evo       | M    | 340   |
| 9          | LMP2      | 16 | Dyson Racing                               | Butch Leitzinger Andy Wallace Andy Lally            | Porsche MR6 3.4L V8         | M    | 340   |
| 10         | LMP2      | 20 | Dyson Racing                               | Chris Dyson Guy Smith                               | Porsche RS Spyder Evo       | M    | 333   |
| 10         | LMP2      | 20 | Dyson Racing                               | Chris Dyson Guy Smith                               | Porsche MR6 3.4L V8         | M    | 333   |
| 11         | GT1       | 63 | Team Modena                                | Antonio Garcia Liz Halliday Darren Turner           | Aston Martin DBR9           | M    | 331   |
| 11         | GT1       | 63 | Team Modena                                | Antonio Garcia Liz Halliday Darren Turner           | Aston Martin 6.0L V12       | M    | 331   |
| 12         | GT2       | 62 | Risi Competizione                          | Mika Salo Johnny Mowlem Jaime Melo                  | Ferrari F430GT              | M    | 330   |
| 12         | GT2       | 62 | Risi Competizione                          | Mika Salo Johnny Mowlem Jaime Melo                  | Ferrari 4.0L V8             | M    | 330   |
| 13         | GT2       | 45 | Flying Lizard Motorsports                  | Johannes van Overbeek Jörg Bergmeister Marc Lieb    | Porsche 997 GT3-RSR         | M    | 330   |
| 13         | GT2       | 45 | Flying Lizard Motorsports                  | Johannes van Overbeek Jörg Bergmeister Marc Lieb    | Porsche 3.8L Flat-6         | M    | 330   |
| 14         | LMP1      | 37 | Intersport Racing Creation Autosportif     | Clint Field Jon Field Richard Berry                 | Creation CA06/H             | K    | 325   |
| 14         | LMP1      | 37 | Intersport Racing Creation Autosportif     | Clint Field Jon Field Richard Berry                 | Judd GV5 S2 5.0L V10        | K    | 325   |
| 15         | GT2       | 71 | Tafel Racing                               | Wolf Henzler Robin Liddell Patrick Long             | Porsche 997 GT3-RSR         | M    | 322   |
| 15         | GT2       | 71 | Tafel Racing                               | Wolf Henzler Robin Liddell Patrick Long             | Porsche 3.8L Flat-6         | M    | 322   |
| 16         | GT2       | 85 | Farnbacher Loles Motorsports               | Pierre Ehret Lars-Erik Nielsen Dirk Werner          | Porsche 997 GT3-RSR         | Y    | 316   |
| 16         | GT2       | 85 | Farnbacher Loles Motorsports               | Pierre Ehret Lars-Erik Nielsen Dirk Werner          | Porsche 3.8L Flat-6         | Y    | 316   |
| 17         | GT2       | 73 | Tafel Racing                               | Jim Tafel Dominik Farnbacher Ian James              | Porsche 997 GT3-RSR         | M    | 314   |
| 17         | GT2       | 73 | Tafel Racing                               | Jim Tafel Dominik Farnbacher Ian James              | Porsche 3.8L Flat-6         | M    | 314   |
| 18         | GT2       | 18 | Rahal Letterman Racing                     | Ralf Kelleners Tom Milner Jr. Graham Rahal          | Porsche 997 GT3-RSR         | M    | 313   |
| 18         | GT2       | 18 | Rahal Letterman Racing                     | Ralf Kelleners Tom Milner Jr. Graham Rahal          | Porsche 3.8L Flat-6         | M    | 313   |
| 19 Kiesett | LMP2      | 27 | Horag Racing                               | Fredy Lienhard Didier Theys Eric van de Poele       | Lola B05/40                 | M    | 307   |
| 19 Kiesett | LMP2      | 27 | Horag Racing                               | Fredy Lienhard Didier Theys Eric van de Poele       | Judd XV675 3.4L V8          | M    | 307   |
| 20         | GT2       | 24 | JMB Racing                                 | Ben Aucott Joe Macari Rob Wilson                    | Ferrari F430GT              | M    | 305   |
| 20         | GT2       | 24 | JMB Racing                                 | Ben Aucott Joe Macari Rob Wilson                    | Ferrari 4.0L V8             | M    | 305   |
| 21 Kiesett | LMP1      | 12 | Autocon Motorsports                        | Michael Lewis Chris McMurry Brian Willman           | MG-Lola EX257               | D    | 303   |
| 21 Kiesett | LMP1      | 12 | Autocon Motorsports                        | Michael Lewis Chris McMurry Brian Willman           | AER P07 2.0L Turbo I4       | D    | 303   |
| 22         | GT2       | 31 | Petersen Motorsport White Lightning Racing | Tim Bergmeister Tomáš Enge Memo Gidley              | Ferrari F430GT              | M    | 300   |
| 22         | GT2       | 31 | Petersen Motorsport White Lightning Racing | Tim Bergmeister Tomáš Enge Memo Gidley              | Ferrari 4.0L V8             | M    | 300   |
| 23         | LMP2      | 6  | Team Penske                                | Sascha Maassen Ryan Briscoe Emmanuel Collard        | Porsche RS Spyder Evo       | M    | 297   |
| 23         | LMP2      | 6  | Team Penske                                | Sascha Maassen Ryan Briscoe Emmanuel Collard        | Porsche MR6 3.4L V8         | M    | 297   |
| 24         | GT2       | 61 | Risi Competizione Krohn Racing             | Tracy Krohn Niclas Jönsson Colin Braun              | Ferrari F430GT              | M    | 290   |
| 24         | GT2       | 61 | Risi Competizione Krohn Racing             | Tracy Krohn Niclas Jönsson Colin Braun              | Ferrari 4.0L V8             | M    | 290   |
| 25         | GT2       | 86 | Spyker Squadron                            | Peter Kox Jaroslav Janiš                            | Spyker C8 Spyder GT2-R      | M    | 286   |
| 25         | GT2       | 86 | Spyker Squadron                            | Peter Kox Jaroslav Janiš                            | Audi 3.8L V8                | M    | 286   |
| 26 Kiesett | GT2       | 21 | Panoz Team PTG                             | Bill Auberlen Joey Hand Tom Kimber-Smith            | Panoz Esperante GT-LM       | Y    | 275   |
| 26 Kiesett | GT2       | 21 | Panoz Team PTG                             | Bill Auberlen Joey Hand Tom Kimber-Smith            | Ford (Élan) 5.0L V8         | Y    | 275   |
| 27 NC      | GT2       | 22 | Panoz Team PTG                             | Scott Maxwell Ross Smith Bryan Sellers              | Panoz Esperante GT-LM       | Y    | 270   |
| 27 NC      | GT2       | 22 | Panoz Team PTG                             | Scott Maxwell Ross Smith Bryan Sellers              | Ford (Élan) 5.0L V8         | Y    | 270   |
| 28 NC      | GT2       | 44 | Flying Lizard Motorsports                  | Seth Neiman Darren Law Lonnie Pechnik               | Porsche 997 GT3-RSR         | M    | 268   |
| 28 NC      | GT2       | 44 | Flying Lizard Motorsports                  | Seth Neiman Darren Law Lonnie Pechnik               | Porsche 3.8L Flat-6         | M    | 268   |
| 29 Kiesett | GT2       | 10 | Konrad Motorsport                          | Philip Collin "Luciano de Silva" Antonio Hermann    | Porsche 911 GT3-RSR         | Y    | 252   |
| 29 Kiesett | GT2       | 10 | Konrad Motorsport                          | Philip Collin "Luciano de Silva" Antonio Hermann    | Porsche 3.6L Flat-6         | Y    | 252   |
| 30 Kiesett | GT2       | 54 | Team Trans Sport Racing                    | Terry Borcheller Tim Pappas Marc Basseng            | Porsche 997 GT3-RSR         | Y    | 235   |
| 30 Kiesett | GT2       | 54 | Team Trans Sport Racing                    | Terry Borcheller Tim Pappas Marc Basseng            | Porsche 3.8L Flat-6         | Y    | 235   |
| 31 NC      | LMP2      | 8  | B-K Motorsports Mazdaspeed                 | Jamie Bach Ben Devlin Raphael Matos                 | Lola B07/46                 | K    | 224   |
| 31 NC      | LMP2      | 8  | B-K Motorsports Mazdaspeed                 | Jamie Bach Ben Devlin Raphael Matos                 | Mazda MZR-R 2.0L Turbo I4   | K    | 224   |
| 32 Kiesett | GT2       | 32 | Corsa Motorsport White Lightning Racing    | Rui Águas Maurizio Mediani José María López         | Ferrari F430GT              | M    | 206   |
| 32 Kiesett | GT2       | 32 | Corsa Motorsport White Lightning Racing    | Rui Águas Maurizio Mediani José María López         | Ferrari 4.0L V8             | M    | 206   |
| 33 Kiesett | GT2       | 77 | Autoracing Club Bratislava                 | Miro Konopka Mauro Casadei Bo McCormick             | Porsche 911 GT3-RS          | D    | 129   |
| 33 Kiesett | GT2       | 77 | Autoracing Club Bratislava                 | Miro Konopka Mauro Casadei Bo McCormick             | Porsche 3.6L Flat-6         | D    | 129   |
| 34 Kiesett | GT2       | 53 | Robertson Racing                           | David Robertson Andrea Robertson Arie Luyendyk, Jr. | Panoz Esperante GT-LM       | D    | 64    |
| 34 Kiesett | GT2       | 53 | Robertson Racing                           | David Robertson Andrea Robertson Arie Luyendyk, Jr. | Ford (Élan) 5.0L V8         | D    | 64    |